# Una vida violenta
Una vida violenta (títol original en italià: Una vita scellerata) és una pel·lícula biogràfica italiana del 1990 dirigida per Giacomo Battiato. Descriu esdeveniments de la vida real de l'orfebre i escultor Benvenuto Cellini
Ha estat doblada al català.

## Argument
La història de Benvenuto Cellini (1500 - 1571), soldat i un dels artesans i artistes més importants del Renaixement Itàlia, la vida del qual va estar marcada per molts èxits i aventures, però també delictes.

## Repartiment
- Wadeck Stanczak: Benvenuto Cellini
- Max von Sydow: Papa Climent VII
- Ennio Fantastichini: Cosme el Vell
- Pamela Villoresi: Fiore
- Ben Kingsley: El Governador
- Sophie Ward: Sulpizia
- Bernard-Pierre Donnadieu: Francesc I de França
- Amanda Sandrelli: Pantasilea
- Maurizio Donadoni: Rosso Fiorentino
- Tony Vogel: Baccio
- Lorenza Guerrieri: Faustina
- Florence Thomassin: Madame d'Estampes